# Batalha de Penfui
A Batalha de Penfui foi um combate travado a 9 de Novembro de 1749 na localidade de Penfui (zona onde se situa o actual Aeroporto El Tari), a cerca de 8 km a leste de Kupang, em Timor Ocidental. O confronto, integrado no contexto da disputa entre os interesses portugueses e neerlandeses na região de Timor, opôs as forças pró-portuguesas dos larantuqueiros (ou topasse), e seus liurais aliados, a uma coligação pró-neerlandesa liderada pelos militares da Companhia Neerlandesa das Índias Orientais (VOC ou Vereenigde Oost-Indische Compagnie) estacionados em Kupang. A batalha resultou numa esmagadora vitória das forças pró-neerlandesas, com a morte da maioria dos líderes larantuqueiros, entre os quais Gaspar da Costa. Em consequência, a VOC consolidou a sua presença na parte ocidental de Timor, iniciando o processo de divisão da ilha de Timor entre Portugal e os Países Baixos, a qual foi consagrada pelo Tratado de 20 de Abril de 1859, apenas executado em 1861, que atribuiu a Portugal a região dos reinos dos Belos (Timor Oriental, actual Timor-Leste), cabendo aos neerlandeses a região denominada Servião (Timor Ocidental, parte da actual província indonésia de Nusa Tenggara Timur ou Sonda Oriental).